# Maria das Graças Foster

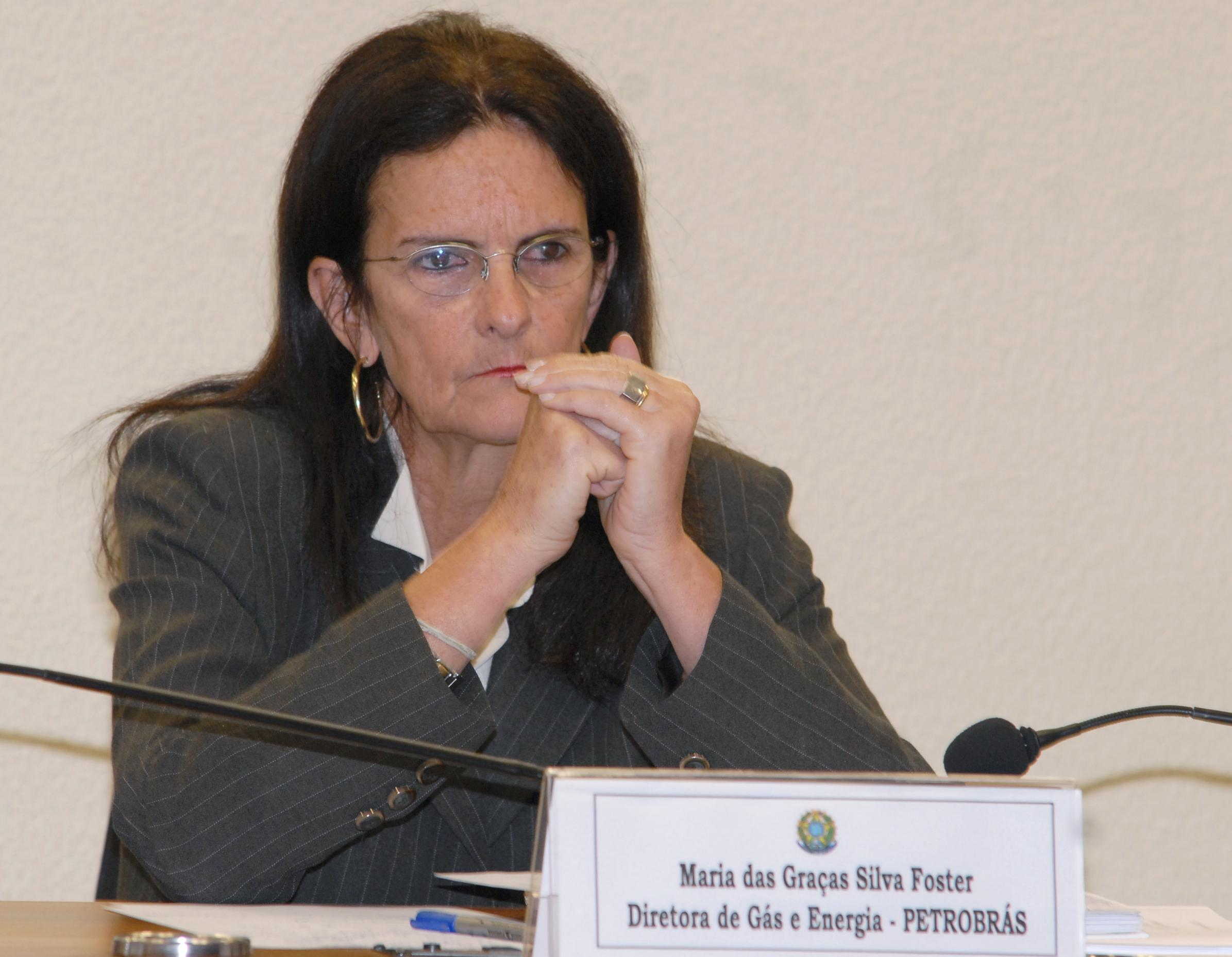
Maria das Graças Foster

Maria das Graças Silva Foster (Beschreibungⓘ) (* 26. August 1953 in Caratinga) ist eine brasilianische Managerin und die Vorsitzende des größten lateinamerikanischen Gas- und Energieunternehmens Petrobras.

## Leben
Foster wuchs in Rio de Janeiro auf. Sie studierte Chemieingenieurwesen und Chemie an der Universidade Federal Fluminense. Anschließend absolvierte sie einen Masterabschluss in den Bereichen der Fluidmechanik und der Nukleartechnik an der Universidade Federal do Rio de Janeiro. Des Weiteren erwarb sie den Abschluss als Master of Business Administration in Wirtschaftswissenschaften an der privaten Universität Fundação Getulio Vargas in Rio de Janeiro.
Foster trat als Praktikantin bei Petrobras im Alter von 24 Jahren ein. Ab 2010 wurde sie als Geschäftsführerin für das größte lateinamerikanische Gas- und Energieunternehmen Petrobras tätig. Im Januar 2012 wurde sie von der brasilianischen Präsidentin Dilma Rousseff für den Vorsitz von Petrobras nominiert. Seit dem 13. Februar 2012 ist Foster als Nachfolgerin von Sergio Gabrielli Vorsitzende des brasilianischen Unternehmens Petrobras.
Sie ist derzeit die einzige Frau, die einem der Top-50-Unternehmen aus dem Bereich Energiewirtschaft der Welt vorsteht, die erste weibliche Vorsitzende eines Erdölunternehmens und auch gleichzeitig die erste Frau an der Spitze von Petrobras.
Anfang Februar 2015 traten wegen des sogenannten „Petrolão“-Skandals die Vorstandsvorsitzende Maria das Graças Foster sowie der gesamte Vorstand zurück.